# Algunas chicas doblan las piernas cuando hablan
Algunas chicas doblan las piernas cuando hablan es una película dirigida por Ana Díez y estrenada en el año 2001

## Argumento
Jaime acaba de terminar los exámenes y tiene por delante unas largas vacaciones de verano para mirar a las mujeres. Aunque afirma que sólo le gustan las que doblan un poquito las piernas al hablar. En la piscina conocerá a Eva, con la que sellará un pacto sentimental en el que se concilian amor, sinceridad y sexo. Pero tras una excursión a San Sebastián la tranquilidad se viene abajo. Jaime se acuesta con la novia de su hermano, que muere de un disparo mientras está de guardia cumpliendo el servicio militar. Han pasado ocho años y su vida es muy distinta...